# Bordeaux-Parijs 1963
De 62e editie van de Franse wielerwedstrijd Bordeaux-Parijs werd gehouden op 26 mei 1963.
De wedstrijd maakte onderdeel uit van de Super Prestige Pernod.

## Verloop
Zoals gebruikelijk werd de wedstrijd gedeeltelijk verreden achter gemotoriseerde gangmakers.
De Nederlander titelverdediger Jo de Roo eindigde als zevende en de wedstrijd werd gewonnen door de Brit Tom Simpson.

## Uitslag
| Plaats  | Naam                 | Ploeg                    | tijd      |
| ------- | -------------------- | ------------------------ | --------- |
| Winnaar | Tom Simpson          | Peugeot-BP-Englebert     | 15u43'47" |
| 2       | Piet Rentmeester     | Peugeot-BP-Englebert     | + 5'04"   |
| 3       | Bas Maliepaard       | Saint-Raphael-Gitane     | + 5'36"   |
| 4       | Camille Le Menn      | Bertin-Porter 39         | + 5'40"   |
| 5       | Edouard Delberghe    | Pelforth-Sauvage-Lejeune | + 5'49"   |
| 6       | Peter Post           | Dr. Mann-Labo            | + 13'50"  |
| 7       | Jo de Roo            | Saint-Raphael-Gitane     | +13'51"   |
| 8       | Jos Hoevenaars       | Peugeot-BP-Englebert     | z.t.      |
| 9       | Jean Claude Lefebvre | Pelforth-Sauvage-Lejeune | +25'19"   |
| 10      | Theo Nys             | Dr. Mann-Labo            | +26'45"   |
| 11      | Jean Forestier       | Peugeot-BP-Englebert     | +27'31"   |

1891 · 
1892 · 
1893 · 
1894 · 
1895 · 
1896 · 
1897 · 
1898 · 
1899 · 
1900 · 
1901 · 
1902 · 
1903 · 
1904 · 
1905 · 
1906 · 
1907 · 
1908 · 
1909 · 
1910 · 
1911 · 
1912 · 
1913 · 
1914 · 
1915 · 
1916 · 
1917 · 
1918 · 
1919 · 
1920 · 
1921 · 
1922 · 
1923 · 
1924 · 
1925 · 
1926 · 
1927 · 
1928 · 
1929 · 
1930 · 
1931 · 
1932 · 
1933 · 
1934 · 
1935 · 
1936 · 
1937 · 
1938 · 
1939 · 
1940 · 
1941 · 
1942 · 
1943 · 
1944 · 
1945 · 
1946 · 
1947 · 
1948 · 
1949 · 
1950 · 
1951 · 
1952 · 
1953 · 
1954 · 
1955 · 
1956 · 
1957 · 
1958 · 
1959 · 
1960 · 
1961 · 
1962 · 
1963 · 
1964 · 
1965 · 
1966 · 
1967 · 
1968 · 
1969 · 
1970 · 
1971 · 
1972 · 
1973 · 
1974 · 
1975 · 
1976 · 
1977 · 
1978 · 
1979 · 
1980 · 
1981 · 
1982 · 
1983 · 
1984 · 
1985 · 
1986 · 
1987 · 
1988